# Цвермы (Лидский район)
Цвермы (бел. Цве́рмы) — деревня в Лидском районе Гродненской области Беларуси. В составе Дубровенского сельсовета.

## География
Пролегает дорога Н-6853.
Ближайшие населённые пункты Пашки, Плясовичи, Сонгайлы и др.

## История
С 1905 года в Лидской волости Лидского уезда Виленской губернии.
В 1940—1954 годах центр Цвермского сельсовета, в 1954—1957 годах деревня в составе Дубровенского сельсовета. 30 августа 1957 года деревня передана в состав Гервяниковского сельсовета. До 3 апреля 1959 года деревня входила в состав Бердовского сельсовета Лидского района, до 11 января 1966 года — в состав Жирмунского сельсовета Вороновского района, до 9 сентября 1981 года — в состав Дворищанского сельсовета.

## Население

### Численность
- 2009 год — 8 жителей

### Динамика
- 1905 год — 130 жителей[2]
- 1999 год — 17 жителей (перепись населения)
- 2009 год — 8 жителей (перепись населения)[2]

## Достопримечательность

### Утраченное наследие
- Католическая часовня (1935)